# Mykoła Holakow
Mykoła Archypowycz Holakow, ukr. Микола Архипович Голяков, ros. Николай Архипович Голяков, Nikołaj Archipowicz Golakow (ur. 17 listopada 1926 w Drużkiwce, zm. 17 października 1985) – ukraiński piłkarz, grający na pozycji obrońcy, trener piłkarski.

## Kariera piłkarska
Zaczął grać w piłkę nożną na boiskach rodzimej Drużkiwki. Po ataku Niemiec na ZSRR w wieku 15 lat zgłosił się jako ochotnik do Armii Czerwonej. Z walkami doszedł do Rumunii, gdzie zakończył działania bojowe w 1944 roku. Będąc w wojsku nadal grał w piłkę nożną w składzie różnych drużyn wojskowych, a w roku 1947 rozpoczął karierę piłkarską w drużynie OBO Kijów. W 1951 został zaproszony do Dynama Kijów. Na początku 1952 został powołany do reprezentacji ZSRR, aby przygotować się do udziału w igrzyskach olimpijskich w Helsinkach. Jednak podczas zgrupowania doznał ciężkiej kontuzji, przez co był zmuszony opuścić większość sezonu. Aby powrócić do formy sportowej w 1953 przeniósł się do Charkowa, gdzie przez dwa sezony bronił barw miejscowego Lokomotywa. Po rehabilitacji w 1954 powrócił do Kijowa, gdzie został piłkarzem wojskowego OBO Kijów, który potem zmienił nazwę na SKWO. W 1959 przeszedł do Czornomorca Odessa, w którym zakończył karierę piłkarza w roku 1960.

## Kariera trenerska
Po zakończeniu kariery piłkarskiej rozpoczął pracę szkoleniowca. W 1961 dołączył do sztabu szkoleniowego Czornomorca Odessa. W 1963 prowadził Budiwelnyk Chersoń. W 1965 ponownie stał na czele chersońskiego klubu, który już nazywał się Łokomotyw Chersoń. W 1966 pomagał trenować Dynamo Chmielnicki. Na początku 1970 został zaproszony na stanowisko starszego trenera Awanharda Żółte Wody, którym kierował do 17 maja 1970.
W 1973 ponownie pracował w Łokomotywie Chersoń, tym razem na stanowisku asystenta trenera.
17 października 1985 zmarł w wieku 59 lat.

## Sukcesy i odznaczenia

### Sukcesy piłkarskie
OBO Kijów
- brązowy medalista Klasy B Mistrzostw ZSRR: 1955 (strefa 1)

### Sukcesy trenerskie
Łokomotyw Chersoń
- mistrz obwodu chersońskiego: 1963, 1965

### Odznaczenia
- tytuł Mistrza Sportu ZSRR: 1962
- Order Wojny Ojczyźnianej II klasy: 1985
- wiele medali bojowych.